# Alois Geistbeck
Alois Geistbeck (* 26. September 1853 in Friedberg; † 19. November 1925 in Kitzingen) war ein deutscher Lehrer und Geograph. Geistbeck gilt als „Vater der bayerischen Seenkunde“ und war außerdem als Schulbuchautor tätig.

## Leben
Alois Geistbeck wurde am 26. September 1853 in Friedberg geboren, das damals Teil des Königreichs Bayern war. Der Vater Michael Geistbeck war in der Stadt als Lodentuchmacher tätig und hatte diesen Beruf von seinem Vater Joachim geerbt. Die Mutter Therese entstammte ebenfalls einer Tuchmacherfamilie. So war ihr Vater Augustin Boniberger Mitglied der Friedberger Tuchmacherzunft. Alois Geistbeck hatte mit Michael Geistbeck einen Bruder, der selbst zum Geographen aufsteigen sollte. Die Brüder gaben später gemeinsam ein Lehrbuch für unterschiedliche Schularten heraus. Geistbeck absolvierte nach seiner Schullaufbahn zunächst eine Lehrerausbildung in Freising und war an verschiedenen Volksschulen tätig.
Im Jahr 1876 nahm er ein Studium an der Polytechnischen Schule in München auf. Hier studierte er die Fächer Deutsch, Geschichte und Geographie. Bereits 1879 legte er die Lehramtsprüfung ab und übernahm den Posten eines Realschullehrers an der Städtischen Handelsschule München. Im Jahr 1885 erfolgte die Promotion an der Universität Erlangen. Es folgte eine Station in Ludwigshafen am Rhein, wo bis 1892 das Volksschulwesen als Schulrat ordnete. Er wurde Studienrat und später zum Oberstudienrat befördert. Geistbeck arbeitete an höheren Schulen in Augsburg (1892–1899), in München (1900–1906), zugleich in Neuburg an der Donau und zuletzt bis zu seinem Ruhestand im Jahr 1919 am Gymnasium in Kitzingen. Alois Geistbeck starb am 19. November 1925 in Kitzingen.

## Werke (Auswahl)
Geistbeck gilt als Förderer des Erdkundeunterrichts und begann bereits während seines Studiums in Erlangen mit der Veröffentlichung von didaktischen und wissenschaftlichen Werken zu geografischen Themen. Als sein Hauptwerk gilt seine Dissertation über die Seenlandschaft der bayerischen Alpen, die erstmals Tiefenkarten der einzelnen Gewässer enthielt. Diese Arbeit brachte Geistbeck den Ruf als „Vater der bayerischen Seenkunde“ ein. Im Jahr 1900 begann er zusammen mit seinem Bruder und wechselnden weiteren Autoren eine beim Münchner Oldenbourg-Verlag herausgegebene Geografiebuchreihe für den Unterricht zu entwickeln, die es auf insgesamt acht Teile brachte und teilweise hohe zweistellige Auflagen erlebte.
- Die Seen der deutschen Alpen. Eine geographische Monographie. Duncker & Humblot, Leipzig 1885.
- mit Michael Geistbeck: Europa (= Leitfaden der Geographie für Mittelschulen 3. Teil). Oldenbourg, München 1888. 4 Auflagen.
- Über Systematik und Induktion im Geographie-Unterrichte. Ackermann, München 1895.
- mit Franz Hilschmann: Geographische Zeichenskizzen in einfachster Form. Zur Unterstützung einer anschaulichen Behandlung des geographischen Unterrichtes. Mey und Widmayer, München 1895.
- Bilder-Atlas zur Geographie von Europa. Mit beschreibendem Text. Bibliographisches Institut, Leipzig 1897.
- mit Franz Engleder: Bilder-Atlas zur Heimatkunde von Bayern. Piloty und Loehle, München 1898.
- mit Heinrich Fischer, Michael Geistbeck: Länderkunde von Europa (Wiederholungskurs), die wichtigsten Handels- und Verkehrswege der Gegenwart, elementare mathematische Geographie (= Geographie für höhere Lehranstalten Teil 5). Oldenbourg, München und Berlin 1911. 4 Auflagen.
- Grundlagen der geographischen Kritik. Ein Beitrag zur Einführung der geographischen Staatenkunde an den höheren Lehranstalten. Oldenbourg, München 1918.
- mit Wolfgang Blos, Michael Geistbeck: Die außereuropäischen Erdteile, die Ozeane und ihre Bedeutung im Völkerleben (= Geographie für höhere Lehranstalten Teil 4). Oldenbourg, München 1920. 29 Auflagen.
- mit Michael Geistbeck, Christian Kittler: Physische Geographie. Grundlagen der mathematischen Geographie (= Geographie für höhere Lehranstalten Teil 5). Oldenbourg, München 1924. 14 Auflagen.
- Das Maindreieck seine geographische, wirtschaftliche und allgemeine kulturelle Bedeutung für Franken und das übrige Bayern. Ein Beitrag zur Frage der Linienführung der Rhein-Main-Donau-Wasserstraße (= Fränkische Heimat Bd. 5). Spindler Verlag, Nürnberg 1925.
- mit Michael Geistbeck, Louise Simon, Nikolaus Wührer: Allgemeine Heimatkunde, Landeskunde von Bayern und dem übrigen Süddeutschland (= Geographie für höhere Lehranstalten Teil 1). Oldenbourg, München und Berlin 1926. 36 Auflagen.
- mit Wolfgang Blos, Michael Geistbeck: Der Globus und das Gradnetz, Überblick über die Erdoberfläche, eingehende Landeskunde des Deutschen Reiches (= Geographie für höhere Lehranstalten Teil 2). Oldenbourg, München 1935. 24 Auflagen.
- mit Wolfgang Blos, Michael Geistbeck: Geographische Staatenkunde des Deutschen Reiches und seiner ehem. Kolonien, mit besonderer Betonung wirtschaftsgeographischer Fragen. Einheitsausgabe für Gymnasien, Realschulen, Lehrer- und Lehrerinnen-Bildungsanstalten und höhere Mädchenschulen (= Geographie für höhere Lehranstalten Teil 6). Oldenbourg, München 1936. 23 Auflagen.
- mit Wolfgang Blos, Michael Geistbeck: Staatenkunde von Frankreich, Großbritannien und den außereuropäischen Staaten (= Geographie für höhere Lehranstalten Teil 8). Oldenbourg, München 1937. 11 Auflagen.